# North Caldwell
North Caldwell ist ein Ort im Essex County, New Jersey, USA. Bei der Volkszählung von 2020 wurde eine Bevölkerungszahl von 6.694 registriert. North Caldwell ist Teil der Caldwells.

## Geographie
Nach dem United States Census Bureau hat der Ort eine Gesamtfläche von 7,8 km², wobei keine Wasserflächen miteinberechnet sind.

## Demographie
Nach der Volkszählung von 2000 gibt es 7.375 Menschen, 2.070 Haushalte und 1.834 Familien in North Caldwell. Die Bevölkerungsdichte beträgt 952,3 Einwohner pro km². 79,63 % der Bevölkerung sind Weiße, 14,51 % Afroamerikaner, 0,03 % amerikanische Ureinwohner, 4,71 % Asiaten, 0,00 % pazifische Insulaner, 0,26 % anderer Herkunft und 0,87 % Mischlinge. 2,16 % sind Latinos unterschiedlicher Abstammung.
Von den 2.070 Haushalten haben 42,0 % Kinder unter 18 Jahre. 80,5 % davon sind verheiratete, zusammenlebende Paare, 5,9 % sind alleinerziehende Mütter, 11,4 % sind keine Familien, 9,6 % bestehen aus Singlehaushalten und in 4,8 % Menschen sind älter als 65. Die Durchschnittshaushaltsgröße beträgt 3,02, die Durchschnittsfamiliengröße 3,23.
23,1 % der Bevölkerung sind unter 18 Jahre alt, 8,7 % zwischen 18 und 24, 31,0 % zwischen 25 und 44, 26,4 % zwischen 45 und 64, 10,9 % älter als 65. Das Durchschnittsalter beträgt 37 Jahre. Das Verhältnis Frauen zu Männer beträgt 100:118,5, für Menschen älter als 18 Jahre beträgt das Verhältnis 100:124,2.
Das jährliche Durchschnittseinkommen der Haushalte beträgt 117.395 USD, das Durchschnittseinkommen der Familien 125.465 USD. Männer haben ein Durchschnittseinkommen von 87.902 USD, Frauen 47.904 USD. Der Prokopfeinkommen des Ortes beträgt 48.249 USD. 1,2 % der Bevölkerung und 0,8 % der Familien leben unterhalb der Armutsgrenze, davon sind 2,4 % Kinder oder Jugendliche jünger als 18 Jahre und 0,0 % sind älter als 65.

## Bildung
North Caldwell hat vier Schulen.  Für die Klassenstufen K–3 die Grandview School, für die Klassenstufen 4–6 die Gould School. Die Klassenstufen 7–12 werden durch den West Essex Regional School District versorgt, der auch  Fairfield, Essex Fells und Roseland versorgt.

## Weiteres
Die HBO Fernsehserie Die Sopranos wurde teilweise in North Caldwell gedreht. Unter anderem befindet sich hier die Villa, die als Heim der Familie Soprano dient.

## Söhne und Töchter des Ortes
- Josh Gottheimer (* 1975), Politiker